# Matthew Helders
Matthew Helders, född 7 maj 1986 i Sheffield, England, är en brittisk trummis och medlem i indierockbandet Arctic Monkeys. Sedan 2008 spelar han även i gruppen Mongrel.